# 国民政府主席
国民政府主席（こくみんせいふしゅせき、繁体字：國民政府主席、英語: President of the Nationalist government）は、中華民国における国民政府の元首であり、国民政府の意思決定機関である国民政府委員会の主席（委員長）である。

## 概要
1925年7月1日に、国民政府の成立により創設され、1947年施行の中華民国憲法に従い、1948年5月20日に国民政府が改組され、中華民国政府が成立したことにより廃止された。中華民国総統の前身、中華民国大総統の後身に当たる。正式には中華民国国民政府主席と言う。

## 主席の一覧
ここに挙げる国民政府主席一覧は、今日の中華民国政府を基準として、「正統な国民政府」とされる国民政府の主席を挙げている。その他の国民政府については、それぞれの項目を参照のこと。なお、国民政府の主席は、全員が中国国民党の党員である。
| 広州国民政府 (1925-1926) |          |          |            |                              |                                 |              |                  |                   |
| 代                       | 主席     | 主席     | 所属政党   | 期                           | 在任期間                        | 在任期間     | 備考             |                   |
| 001                      | 汪兆銘   |          | 中国国民党 | －                           | 1925年7月1日 - 1926年3月23日    | 265日        | 任期満了前に辞職 |                   |
| 00－                     | 譚延闓   |          | 中国国民党 | －                           | 1926年3月23日 - 1927年3月13日   | 355日        | 主席代行         |                   |
| 南京国民政府 (1927-1948) |          |          |            |                              |                                 |              |                  |                   |
| 代                       | 主席     | 主席     | 所属政党   | 期                           | 在任期間                        | 在任期間     | 備考             | 秘書長 （文官長） |
| 001                      | 胡漢民   |          | 中国国民党 | －                           | 1927年4月18日 - 1927年9月16日   | 151日        |                  | 鈕永建            |
| 00－                     | （廃止） | （廃止） | （廃止）   | －                           | 1927年9月16日 1928年2月7日      | 144日        |                  | 連声海            |
| 002                      | 譚延闓   |          | 中国国民党 | －                           | 1928年2月7日 - 1928年10月10日   | 246日        |                  | 連声海            |
| 002                      | 譚延闓   | 呂苾籌   | 中国国民党 | －                           | 1928年2月7日 - 1928年10月10日   | 246日        |                  |                   |
| 003                      | 蔣介石   |          | 中国国民党 | －                           | 1928年10月10日 - 1931年12月15日 | 3年 + 66日   |                  | 古応芬            |
| 004                      | 林森     |          | 中国国民党 | －                           | 1931年12月15日 - 1943年8月1日   | 11年 + 229日 | 在任中に死去     | 王樹翰            |
| 004                      | 林森     | 魏懐     | 中国国民党 | －                           | 1931年12月15日 - 1943年8月1日   | 11年 + 229日 | 在任中に死去     |                   |
| 00－                     | 蔣介石   |          | 中国国民党 | －                           | 1943年6月1日 - 1943年8月1日     | 61日         | 主席代行         |                   |
| 005                      | 蔣介石   | －       | 中国国民党 | 1943年8月1日 - 1948年5月20日 | 4年 + 293日                     |              | 呉鼎昌           |                   |
| 005                      | 蔣介石   | －       | 中国国民党 | 1943年8月1日 - 1948年5月20日 | 4年 + 293日                     | 呉忠信       |                  |                   |

## 副主席の一覧
| 代  | 副主席 | 副主席 | 所属政党   | 期 | 在任期間                      | 在任期間   | 備考 |
| --- | ------ | ------ | ---------- | -- | ----------------------------- | ---------- | --- |
| 001 | 孫科   |        | 中国国民党 | － | 1947年4月17日 - 1948年5月20日 | 1年 + 33日 | 1947年3月26日の中国国民党中央常務委員会会議で改正された国民政府組織法に基づき、中国国民党中央執行委員会によって任命された。 |